# اسنیث
اسنیث (به انگلیسی: Snaith) یک شهرک در بریتانیا است که در انگلستان واقع شده‌است.